# ワーク・ソング (ホージアの曲)
『ワーク・ソング』 (Work Song) は、アイルランドのミュージシャンであるホージアが自作自演した楽曲。デビュー・アルバム『Hozier』からの4枚目のシングルである。アメリカ合衆国では、ロック・ラジオ局向きの、アルバムからの5枚目のシングルとして、2015年3月16日にリリースされた。

## 宣伝策
- 2014年8月1日、ホージアはロラパルーザ（1日目）に出演した[2]。
- 2015年3月5日、ジミー・ファロンの深夜テレビ番組 『The Tonight Show Starring Jimmy Fallon』に出演してこの曲を演奏した[3][4]。
- この曲は、ニコラス・スパークスの小説『The Longest Ride』に基づいて制作された恋愛映画『ロンゲスト・ライド』 (The Longest Ride) の最初の予告編に使用された。
- NBCの連続ドラマ『Constantine』の題13話では、この曲が大きく取り上げられた。

## チャート
| チャート（2014年）                                         | 最高位 |
| ---------------------------------------------------------- | ------ |
| アイルランド (IRMA)                                        | 47     |
| アメリカ合衆国 (ビルボード Bubbling Under Hot 100 Singles) | 20     |
| アメリカ合衆国 (ビルボード Hot Rock Songs)                 | 15     |
| アメリカ合衆国 (ビルボード Adult Alternative Songs)        | 15     |